# Salival (album)
Pour les articles homonymes, voir Salival.
Albums de Tool
Ænima
(1996) Lateralus
(2001)
Salival est un coffret collector du groupe américain Tool sorti aux États-Unis en 2000, édité en CD/DVD et CD/VHS, destiné à faire patienter les fans jusqu'au 3e album studio. Le coffret inclut un livret de 56 pages contenant des photos et images tirées des clips du groupe.
Il contient un CD comprenant des titres Lives & inédits — notamment une reprise de la chanson No quarter de Led Zeppelin — et un DVD rassemblant les vidéos jusqu'à Ænima. 

## Pistes

### CD
1. Third Eye (Live)
2. Part of me (Live)
3. Pushit (Live)
4. Message to Harry Manback II
5. You lied (Live) (Reprise de Peach)
6. Merkaba
7. No quarter (Reprise de Led Zeppelin)
8. LAMC - Maynard's Dick

### DVD/VHS
1. Hush (DVD uniquement)
2. Sober
3. Prison Sex
4. Stinkfist
5. Ænema